# Ричард Колт Хоар
Ричард Колт Хоар (на английски: Richard Colt Hoare) е английски антиквар, археолог, художник и пътешественик от 18 и 19 век.

## Биография
Ричард Хоар е роден на 9 декември 1758 г. в Барнес (дн. Голям Лондон), Англия. Той е син на сър Ричард Хоар 1–ви Баронет, който се жени за първата си братовчедка Ан Хоар, която е по-малката дъщеря на Хенри Хоар от Стоурхед. Майка му умира, когато е на шест месеца, а баща му се жени повторно, като от втората си съпруга има шест деца.
На 18 август 1783 г. Ричард се жени за Хестър Литълтън, дъщеря на Уилям Литълтън от Хаглей, 1-ви барон Литълтън. Те имат син на име Хенри, роден на 17 септември 1784 г. Съпругата му умира на следващата година, на 22 август 1785 г.

### Колекционерска дейност
Ричард се интересува от историята и археологията на Уилтшър и събира огромна колекция от книги и рисунки. Той е автор на „Древната история на южен Уилтшър“ (1812, 1819) и е написал по-голямата част от „Историята на съвременен Уилтшър“ (1822 – 1844). Избран е за сътрудник на Дружеството на антикварите и е приет в Дружеството на Дилетантите през 1792 г. През 1825 г. дарява колекцията си от италиански топографски и исторически произведения на Британския музей.

### Боледуване и смърт
Ричард е страдал от подагра и ревматизъм и постепенно оглушава. Прекарва по-голяма част от живота си в резиденцията Стоурхед. Умира на 19 май 1838 г. в Стоурхед. В негова чест е изградена мемориална статуя в катедралата в Солсбъри.